# Sokolluzade Lala Mehmed Pacha
Sokolluzade Lala Mehmed Pacha Estergon Fatihi (« le Conquérant d'Esztergom »), mort  le 21 juin 1606 à Constantinople (Empire ottoman) est un militaire et homme politique ottoman, personnage clé de la Longue Guerre. 

## Biographie
Il est issu d'une famille serbe apparentée au grand vizir Mehmed Pacha Sokolović. Il est nommé grand vizir à son tour lors de l'été 1604. Il reconnait Étienne II Bocskai Prince de Transylvanie et le fait couronner le 20 octobre 1605. Le 25 mai ou le 21 juin 1606, il meurt subitement d'un AVC, probablement causé par un empoisonnement de son futur successeur Boşnak Dervish Mehmed Pacha. 

## Médias

### Télévision
- Muhteşem Yüzyıl: Kösem, saison 1, il est interprété par Atsız Karaduman (tr).

## Source
- B. Lewis, V.L Ménage, Charles Pellat, J. Schacht, Encyclopédie de l’Islam, G-P Maisonneuve & Larose SA, Paris, 1990, tome VI, p. 989